# Remote Sensing Systems
Remote Sensing Systems (Sistemas Remotos de Sensores) (acrónimo en inglés: RSS) es una compañía privada de investigaciones, fundada en 1974. Trabaja en el procesado de datos de microondas, de una variedad de satélites de NASA. Muchos de sus desarrollos son apoyados por el Programa NASA Earth Science Enterprise. 
Son una fuente muy citada de los datos utilizados para confirmar la controvertida teoría antropogénica del calentamiento global. Antes de 2003, las Tº más bajas de la troposfera derivadas Christy y Spencer no mostraban tendencias. Y los estudios de Mears & Wentz contribuyeron con un importante paso hacia la reconciliación de las diferencias entre los modelos y las observaciones de los satélites sobre la Tº.